# Râwî

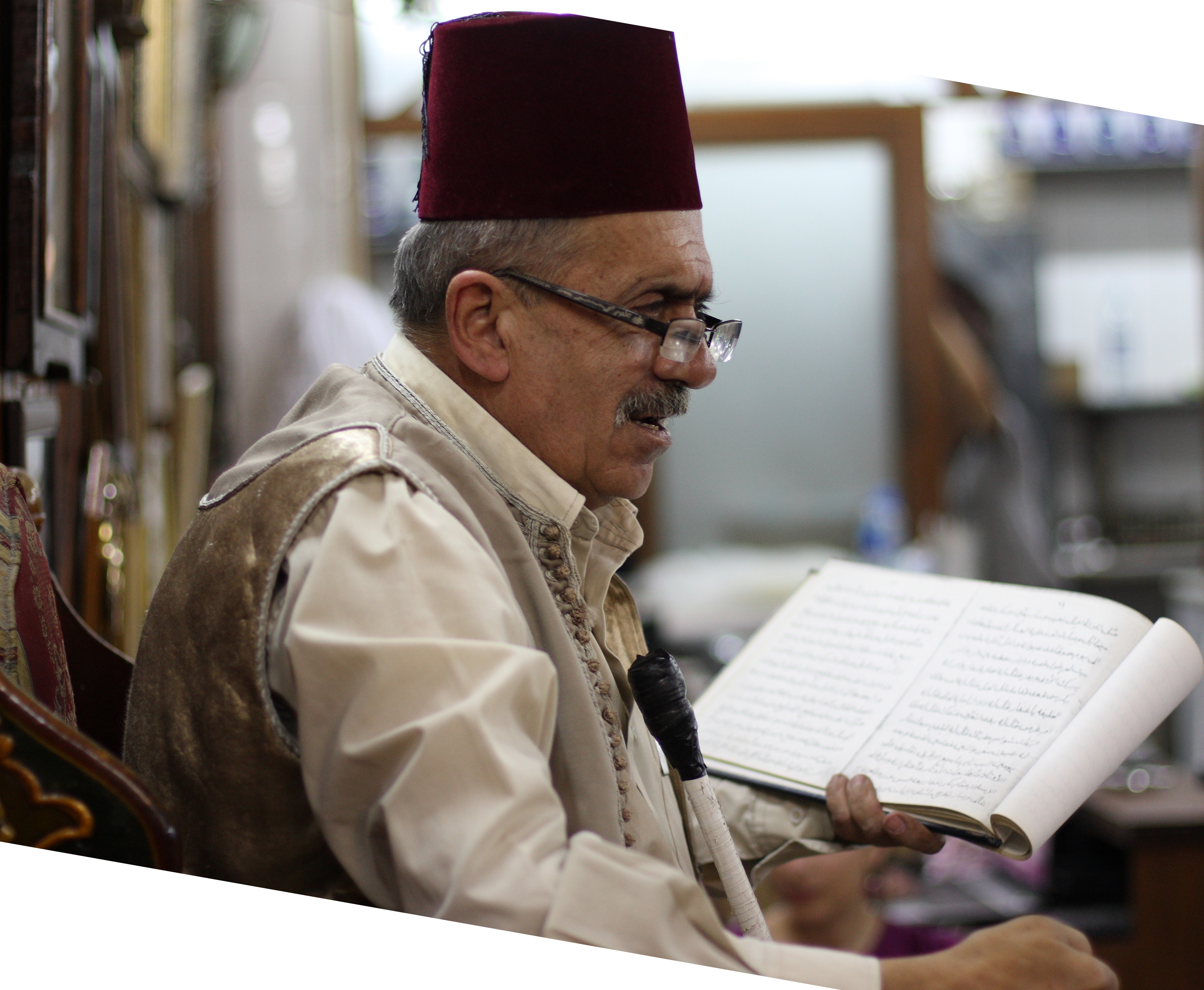
Abu Shady, le dernier hakawati professionnel (conteur traditionnel) en Syrie.

Le râwî est, dans la littérature arabe classique, l'équivalent du rhapsode, un transmetteur de poésie, mais également de traditions narratives (Akhbâr) et de hadiths. Dans la poésie, le terme peut désigner plus particulièrement le transmetteur particulier d'un poète, dont la principale fonction était d'apprendre ses vers pour les diffuser ensuite parmi les gens.

## Étymologies et définitions
Le mot râwî (pluriel ruwâ) (en arabe : الراوي ج رواة) est le participe actif du verbe rawâ signifiant -entre autres- "rapporter un mot, une sentence qu'on a entendu dire à quelqu'un".
De là, râwî signifie "transmetteur", et peut donc s'appliquer à tout individu transmettant de la poésie et des traditions narratives, qu'il s'agisse d'un poète, un apprenti-poète, un dilettante amateur de belles-lettres, un philologue, etc. De façon plus stricte, le terme de râwî s'applique à un transmetteur se consacrant à la poésie d'un poète en particulier, ou d'une tribu, ou bien encore à un type de tradition narrative (il peut s'agir dans certains cas d'un synonyme de muhaddith, traditionniste spécialisé dans la transmission des hadiths).
L'activité du râwî est la riwâya, la "transmission". Jusqu'au début de l'époque abbasside, celle-ci consiste avant tout en la transmission orale, et implique donc la mémorisation, par le râwî, des poésies ou traditions qu'il transmet ; il est en effet censé pouvoir les réciter à la demande. Quand la consignation écrite des traditions anciennes prit de l'importance, le rôle de l'écriture dans la transmission acquit un rôle primordial, et le scribe qui recopie le diwan d'un poète, par exemple, peut être qualifié de râwî.